# Piotr Dranga
Piotr Jurjewicz Dranga (ur. 8 marca 1984) – rosyjski akordeonista.

## Życiorys
Piotr Dranga urodził się w 1984 roku. Jego ojciec Jurij Pietrowicz Dranga jest profesorem w Akademii Sztuki Muzycznej. Pod wpływem ojca zaczął grać na akordeonie. W 1990 roku został przyjęty do szkoły muzycznej. Pierwszy sukces odniósł w 1996 roku, kiedy zwyciężył VI konkursie akordeonistów w Moskwie, a w październiku tego samego roku wygrał międzynarodowy konkurs akordeonistów w Ankonie we Włoszech. W 1997 roku brał udział w 13. Międzynarodowym Festiwalu w Sankt Petersburgu. W 1998 roku wygrał międzynarodowy konkurs akordeonistów w Hiszpanii w Asturii. W 1999 roku został laureatem VII konkursu akordeonistów w Moskwie. W 2000 roku został laureatem konkursu Nowyje imiena.